# Cluster II
Aquest article es tracta de l'actual missió en substitució de la primera Cluster. Per a primera missió fracassada, vegeu Missió Cluster.
Cluster II és una missió espacial de l'Agència Espacial Europea, amb col·laboració de la NASA, per estudiar la magnetosfera de la Terra en el transcurs d'un cicle solar sencer. La missió està composta per quatre naus espacials idèntiques volant en una formació tetraèdrica. Un reemplaçament per a la nau Cluster original que va ser perduda en el llançament fallit del 1996, les quatre sondes Cluster II es van llançar amb èxit de dos en dos al juliol i agost de 2000 a bord de dos coets Soyuz-Fregat des de Baikonur. El febrer de 2011, la Cluster II va celebrar 10 anys d'operacions científiques amb èxit a l'espai. La missió es va ampliar fins al desembre de 2012, i posteriorment fins a finals de 2014. La Missió Double Star de la China National Space Administration/ESA va operar al costat de la Cluster II des del 2003 al 2007.

## Fites i descrobriments de la missió

### 2013
- 11 de gener - 2013 La Royal Astronomical Society (RAS) del Regne Unit va guardonar amb la medalla Chapman a l'Investigador Principal de la missió Cluster
- 11 de gener - 2013 El servei de la RAS va guardonar el projecte científic del Cluster Joint Science Operations Centre

### 2012
- 18 de desembre - El vent solar és en forma de remolí[2]
- 24 d'octubre - Cluster observa una magnetopausa 'porosa'[3]
- 10 d'octubre - Premi a la Universitat de Iowa per l'excel·lència rebuda de la PI finançada per la NASA del instrument WideBand de la missió Cluster Arxivat 2013-04-27 a Wayback Machine.
- 1 d'octubre - Cluster observa ones en els límits prims de la magnetosfera[4]
- 2 de juliol - Portals Ocults en el Camp Magnètic de la Terra (Video científic de la NASA)
- 6 de juny - Es descobreix l'origen de l'acceleració de les partícules en les cúspides de la magnetosfera terrestre[5]
- 7 de març - El camp magnètic terrestre proporciona protecció vital[6]
- 27 de febrer - Possible resposta del misteri de les llums del nord (Space.com)[7]
- 23 de febrer - Ions sorpresa (Science News for kids) Arxivat 2012-07-10 a Wayback Machine.
- 26 de gener - Vel gegant de plasma fred descobert per sobre de la Terra (National Geographic)
- 24 de gener - Matèria esquiva pot resultar ser abundant per sobre de la Terra (AGU press release) Arxivat 2012-10-24 a Wayback Machine.[8]
- 18 de gener - 2012 La Royal Astronomical Society guardona amb la medalla Chapman a l'Investigador Principal de l'experiment PEACE del Cluster

### 2011
- 6 de setembre -Explicació de les subtempestes d'aurores ultra-ràpides[9]
- 31 d'agost - Es respon al problema de vent solar de la sonda de 40 anys, la Mariner 5[10]
- 5–10 de juliol - Explorador d'Aurores: la missió Cluster s'exposa a l'exhibició científica de la Royal Society de l'estiu de 2011
- 4 de juliol - El Cluster observa raigs de frenada i d'escalfament del plasma[11]
- 30 de juny - Un 'pirateig informàtic' restaura la missió Cluster donada gairebé per perduda
- 21 de març - Com és d'important el camp magnètic d'un planeta? Augmenta el debat
- 5 de febrer - Cluster troba un accelerador de partícules natural[12]
- 7 de gener - Model de les naus espacials de l'ESA amb millors límits magnètics[13]

### 2010
- 22 de novembre - L'ESA amplia la missió Cluster fins al desembre de 2014
- 4 d'octubre - Cluster ajuda a desfer les turbulències en el vent solar Arxivat 2021-12-25 a Wayback Machine.[14]
- 1 de setembre - 10 anys d'èxits al quartet del Cluster[15]
- 26 de juliol - Cluster fa un pas crucial en la comprensió de la meteorologia espacial[16][17]
- 16 de juliol - Dècada de descobriments del Cluster
- 8 de juliol - Anunci de l'oportunitat per als investigadors convidats del Cluster
- 3 de juny - L'arxiu del Cluster: més de 1000 usuaris[18]
- 24 d'abril - Dolls d'alta velocitat plasmàtiques: origen descobert[19]
- 11 de març - Impactant recepta pels 'electrons assassins'[20]
- 20 de gener - Divisions múltiples en l'escut magnètic de la Terra[21]

### 2009
- 7 d'octubre - L'ESA amplia la missió Cluster fins al desembre de 2012
- 16 de juliol - Cluster mostra com el vent solar s'escalfa a escales d'electrons[22]
- 18 de juny - Cluster i Double Star: 1000 publicacions
- 29 d'abril - Controlant l'impacte dels esdeveniments solars extrems[23]
- 25 de març - Observacions del Cluster en la turbulència espacial[24]
- 9 de febrer - L'ESA amplia la missió Cluster fins a finals de 2009
- 14 de gener - Cluster detecta ions invisibles que escapen[25]

### 2008
- 15 de desembre - La ciència de la meteorologia espacial[26]
- 5 de desembre - Observant Júpiter per comprendre la Terra[27]
- 17 d'octubre - Aspectes més destacats del taller Cluster-THEMIS
- 27 d'agost - Cluster examina ions escapant-se de la Terra[28]
- 11 d'agost - Captura d'electrons dins de la reconnexió[29][30]
- 27 de juny - Bigues d'emissions de ràdio de la Terra[31]
- 9 de juny - Reconnexió - Provocat per xiuladors?[32]
- 7 de març - Es troben solitons a la magnetopausa[33]
- 23 de gener - Els resultats del Cluster afecten les futures missions espacials[34]

### 2007
- 6 de desembre - Cluster explica els feixos de ions en la cara nocturna[35]
- 21 de novembre - Cluster captura l'impacte d'una ejecció de massa coronal[36][37]
- 9 de novembre - Les sondes Cluster generalitzen la llei d'Ohm a l'espai[38]
- 22 d'octubre - Cluster controla les cèl·lules de convecció en els casquets polars[39][40]
- 11 de setembre - Cluster i Double Star localitzen l'origen de les aurores brillants[41]
- 26 de juliol - Cluster ajuda a revelar com el Sol sacseja el camp magnètic de la Terra[42][43]
- 29 de juny - Cluster dona a conèixer una nova visió en 3D de la reconnexió magnètica[44]
- 21 de juny - Vol en formació en la seva màxima separació de la història
- 11 de maig - Cluster evela la reforma de l'ona de xoc de la Terra[45]
- 12 d'abril - Cluster troba noves pistes sobre el que desencadena els tsunamis espacials[46]
- 26 de març - La primera evidència directa en l'espai de la reconnexió magnètica en el plasma turbulent[47]
- 12 de març - Un pas endavant en l'exploració de la reconnexió magnètica en l'espai[48]
- 9 de febrer - Noves perspectives en el circuit elèctric auroral revelat pel Cluster[49]

### 2006
- 29 de desembre - 1000th Òrbita de la Missió Cluster
- 6 de desembre - Cluster troba dins de la reconnexió magnètica remolins gegants de plasma[50]
- 13 de novembre - Cluster pren una nova mirada sobre el plasmasfera[51][52]
- 5 d'octubre - Double Star i Cluster són testimonis de reconnexió de polsos durant diverses hores[53]
- 24 d'agost - Cluster enllaça les subtormentas magnètiques i els fluxos d'alta velocitat dirigits cap a la Terra[54]
- 18 de juliol - Cor magnètic d'un esdeveniment de reconnexió 3D revelat pel Cluster[55]
- 20 de juny - L'espai és efervescent[56]
- 19 de maig - Noves propietats microscòpiques de la reconnexió magnètica obtingudes pel Cluster[57]
- 30 de març - Cluster i Double Star revelen la mesura de les oscil·lacions de capa neutral[58]
- 24 de febrer - Cluster reveals fundamental 3-D revela propietats fonamentals en 3-D de turbulència magnètica[59]
- 1 de febrer - S'activa el Cluster Active Archive
- 11 de gener - Cobertura de la Nature Magazine: Sent la Força[60]

### 2005
- 22 de desembre - Cluster ajuda a protegir els astronautes i satèl·lits contra els electrons assassins[61]
- 21 de setembre - Double Star i Cluster observen la primera evidència de craqueig cortical[62]
- 10 d'agost - De 'macro' a 'micro' – turbulència observada pel Cluster[63]
- 28 de juliol - Primeres mesures directes del corrent d'anell[64]
- 14 de juliol - Cinc anys de vol en formació amb el Cluster
- 28 d'abril - Efecte calmant d'una tempesta solar[65][66]
- 18 de febrer - Cluster es convertirà en la primera missió multi-escala
- 4 de febrer - L'observació directa en 3D de la reconnexió magnètica[67]

### 2004
- 12 de desembre - Cluster determina l'escala espacial dels fluxos d'alta velocitat a la cua magnètica[68]
- 24 de novembre Quatre punts d'observació de les discontinuïtats del vent solar[69]
- 17 de setembre - Cluster localitza la font de radiació no tèrmica continua terrestre per triangulació[70]
- 12 d'agost - Cluster troba vòrtexs gegants de gas a la vora de la bombolla magnètica de la Terra[71]
- 23 de gener - Cluster descobreix l'origen intern de les oscil·lacions en làmines de plasma[72]
- 13 de maig - Cluster captura una cúspide triple[73]
- 5 d'abril - Primer intent d'estimar el gruix de l'arc de xoc de la Terra[74]

### 2003-2001
- 2003.12.03 - Esquerdes en l'escut magnètic de la Terra (lloc web de la NASA) Arxivat 2013-03-29 a Wayback Machine.[75]
- 2003.06.29 - Observacions mulipunt de la reconnexió magnètica[76]
- 2003.05.20 - El Cluster de l'ESA soluciona el trencaclosques auroral[77]
- 2003.01.29 - Bifurcació de la cua actual[78]
- 2003.01.28 - El corrent elèctric es mesura en l'espai per primera vegada[79]
- 2002.12.29 - Estimació per primer cop del gruix de la capa de corrent de cua en l'espai[80]
- 2002.10.01 - Visió Telescòpica/Microscòpica d'una subtempesta[81]
- 2001.12.11 - El quartet de sondes Cluster mostra els secrets de l'aurora negre[82]
- 2001.10.31 - Les primeres mesures de gradients de densitat en l'espai[83]
- 2001.10.09 - Cúspide doble observada pel Cluster
- 2001.02.01 - Inici oficial de les operacions científiques

## Selecció de publicacions
Totes les 2184 publicacions relacionades amb les missions Cluster i Double Star (fins al 31 de gener 2013) són disponibles a la secció de publicacions de la web de l'ESA de la missió Cluster
1. ↑  «Cluster II operations».   European Space Agency. [Consulta: 29 novembre 2011].
2. ↑  Perri, S., M.L. Goldstein, J.C. Dorelli and F. Sahraoui «Detection of small scale structures in the dissipation regime of solar wind turbulence». Phys. Rev. Lett., 109, 19, 2012. DOI: 10.1103/PhysRevLett.109.191101.
3. ↑  Hwang, K.-J. et al. «The first in situ observation of Kelvin-Helmholtz waves at high-latitude magnetopause during strongly dawnward interplanetary magnetic field conditions». J. Geophys. Res., 117, 2012, pàg. A08233. Bibcode: 2012JGRA..11708233H. DOI: 10.1029/2011JA017256..
4. ↑  Norgren, C. et al. «Lower hybrid drift waves: space observations». Physical Review Letters, 109, 5, 2012, pàg. 55001. Bibcode: 2012PhRvL.109e5001N. DOI: 10.1103/PhysRevLett.109.055001.
5. ↑  Nykyri, K., et al. «On the origin of high-energy particles in the cusp diamagnetic cavity». Journal of Atmospheric and Solar-Terrestrial Physics, Special Issue on Physical Process in the Cusp: Plasma Transport and Energization, 2012. DOI: 10.1016/j.jastp.2011.08.012.
6. ↑  Wei, Y., et al. «Enhanced atmospheric oxygen outflow on Earth and Mars driven by a corotating interaction region». J. Geophys. Res., 117, 2012, pàg. 3208. Bibcode: 2012JGRA..11703208W. DOI: 10.1029/2011JA017340.
7. ↑  Egedal, J., et al. «Large-scale electron acceleration by parallel electric fields during magnetic reconnection». Nature Phys., 2012. Bibcode: 2012NatPh...8..321E. DOI: 10.1038/nphys2249.
8. ↑  André, M. and C.M. Cully «Low-energy ions: A previously hidden solar system particle population, in press,». Geophys. Res. Lett., 39, 2 2012. Bibcode: 2012GeoRL..3903101A. DOI: 10.1029/2011GL050242.
9. ↑  Shay, M.A., et al. «Super-Alfvénic Propagation of Substorm Reconnection Signature and Poynting Flux». Physical Review Letters, 107, 6, 2011, pàg. 065001. arXiv: 1104.0922. Bibcode: 2011PhRvL.107f5001S. DOI: 10.1103/PhysRevLett.107.065001.
10. ↑  Turner, A.J. et al. «Nonaxisymmetric Anisotropy of Solar Wind Turbulence». Physical Review Letters, 107, 9, 2011, pàg. 095002. arXiv: 1106.2023. Bibcode: 2011PhRvL.107i5002T. DOI: 10.1103/PhysRevLett.107.095002.
11. ↑  Khotyaintsev, Y. et al. «Plasma Jet Braking: Energy Dissipation and Nonadiabatic Electrons». Physical Review Letters, 106, 16, 2-11, pàg. 165001. Bibcode: 2011PhRvL.106p5001K. DOI: 10.1103/PhysRevLett.106.165001.
12. ↑  Marklund, G.T. et al. «Altitude distribution of the auroral acceleration potential determined from Cluster satellite data at different heights». Physical Review Letters, 106, 5, 2011, pàg. 055002. Bibcode: 2011PhRvL.106e5002M. DOI: 10.1103/PhysRevLett.106.055002.
13. ↑  Echim, M. et al. «Comparative investigation of the terrestrial and Venusian magnetopause: Kinetic modeling and experimental observations by Cluster and Venus Express». Planet. Space Sci., in press, 2011. Bibcode: 2011P&SS...59.1028E. DOI: 10.1016/j.pss.2010.04.019.
14. ↑  Sahraoui, F. et al. «Three dimensional anisotropic k spectra of turbulence at subproton scales in the solar wind». Physical Review Letters, 105, 13, 2010, pàg. 131101. Bibcode: 2010PhRvL.105m1101S. DOI: 10.1103/PhysRevLett.105.131101.
15. ↑  Masson, A., et al. «A decade revealing the Sun-Earth connection in three dimensions». EOS Trans., 92, 1, 2011, p. 4. DOI: 10.1029/2011EO010007.
16. ↑  Kistler, L.M. et al. «Cusp as a source for oxygen in the plasma sheet during geomagnetic storms». J. Geophys. Res., 115, 2010, pàg. A03209. Bibcode: 2010JGRA..11503209K. DOI: 10.1029/2009JA014838.
17. ↑  Yuan, Z. et al. «Link between EMIC waves in a plasmaspheric plume and a detached sub-auroral proton arc with observations of Cluster and IMAGE satellites». Geophys. Res. Lett., 37, 7, 2010, pàg. L07108. Bibcode: 2010GeoRL..3707108Y. DOI: 10.1029/2010GL042711.
18. ↑   Laakso, H. et al.. The Cluster Active Archive - Studying the Earth's Space Plasma Environment.  Astrophys. & Space Sci. Proc. series, Springer, 2010, p. 1–489. DOI 10.1007/978-90-481-3499-1.
19. ↑  Hietala, H. et al. «Supermagnetosonic jets behind a collisionless quasiparallel shock». Physical Review Letters, 103, 24, 2009, pàg. 245001. arXiv: 0911.1687. Bibcode: 2009PhRvL.103x5001H. DOI: 10.1103/PhysRevLett.103.245001.
20. ↑  Zong, Q.-G. et al. «Energetic electron response to ULF waves induced by interplanetary shocks in the outer radiation belt». Journal of Geophysical Research, 114, 2009, pàg. A10204. Bibcode: 2009JGRA..11410204Z. DOI: 10.1029/2009JA014393.
21. ↑  Dunlop, M. et al. «Reconnection at High Latitudes: Antiparallel Merging». Physical Review Letters, 102, 7, 2009, pàg. 075005. Bibcode: 2009PhRvL.102g5005D. DOI: 10.1103/PhysRevLett.102.075005.
22. ↑  Sahraoui, F. et al. «Evidence of a cascade and dissipation of solar-wind turbulence at the electron gyroscale». Physical Review Letters, 102, 23, 2009, pàg. 231102. Bibcode: 2009PhRvL.102w1102S. DOI: 10.1103/PhysRevLett.102.231102.
23. ↑  Dandouras, I. et al. «Magnetosphere response to the 2005 and 2006 extreme solar events as observed by the Cluster and Double Star spacecraft». Adv. Space Res., 43, 23, 2009, pàg. 618–623. Bibcode: 2009AdSpR..43..618D. DOI: 10.1016/j.asr.2008.10.015.
24. ↑  Yordanova, E. et al. «Magnetosheath plasma turbulence and its spatiotemporal evolution as observed by the Cluster spacecraft». Physical Review Letters, 100, 20, 2008, pàg. 205003. Bibcode: 2008PhRvL.100t5003Y. DOI: 10.1103/PhysRevLett.100.205003.
25. ↑  Engwall, E. et al. «Magnetosheath plasma turbulence and its spatiotemporal evolution as observed by the Cluster spacecraft». Nature Geosci., 2, 1, 2009, pàg. 24–27. Bibcode: 2009NatGe...2...24E. DOI: 10.1038/ngeo387.
26. ↑  Eastwood, J. et al. «The science of space weather». Phil. Trans. R. Soc. A, 366, 1884, 2008, pàg. 4489–4500. Bibcode: 2008RSPTA.366.4489E. DOI: 10.1098/rsta.2008.0161. PMID: 18812302.
27. ↑  Kronberg, E. et al. «Comparison of periodic substorms at Jupiter and Earth». J. Geophys. Res., 113, 2008, pàg. A04212. Bibcode: 2008JGRA..11304212K. DOI: 10.1029/2007JA012880.
28. ↑  Nilsson, H. et al. «An assessment of the role of the centrifugal acceleration mechanism in high altitude polar cap oxygen ion outflow». Ann. Geophs., 26, 2008, pàg. 145–157. Bibcode: 2008AnGeo..26..145N. DOI: 10.5194/angeo-26-145-2008.
29. ↑  He, J.-S. et al. «Electron trapping around a magnetic null». Geophys. Res. Lett., 35, 14, 2008, pàg. L14104. Bibcode: 2008GeoRL..3514104H. DOI: 10.1029/2008GL034085.
30. ↑  He, J.-S. et al. «A magnetic null geometry reconstructed from Cluster spacecraft observations». J. Geophys. Res., 113, 2008, pàg. A05205. Bibcode: 2008JGRA..11305205H. DOI: 10.1029/2007JA012609.
31. ↑  Mutel, R.L. et al. «Cluster multispacecraft determination of AKR angular beaming». Geophys. Res. Lett., 35, 7, 2008, pàg. L07104. arXiv: 0803.0078. Bibcode: 2008GeoRL..3507104M. DOI: 10.1029/2008GL033377.
32. ↑  Wei, X.H. et al. «Cluster observations of waves in the whistler frequency range associated with magnetic reconnection in the Earth’s magnetotail». J. Geophys. Res., 112, 2007, pàg. A10225. Bibcode: 2007JGRA..11210225W. DOI: 10.1029/2006JA011771.
33. ↑  Trines, R. et al. «Spontaneous Generation of Self-Organized Solitary Wave Structures at Earth's Magnetopause». Physical Review Letters, 99, 20, 2007, pàg. 205006. Bibcode: 2007PhRvL..99t5006T. DOI: 10.1103/PhysRevLett.99.205006.
34. ↑  Phan, T. et al. «Evidence for an Elongated (>60 Ion Skin Depths) Electron Diffusion Region during Fast Magnetic Reconnection». Physical Review Letters, 99, 25, 2007, pàg. 255002. Bibcode: 2007PhRvL..99y5002P. DOI: 10.1103/PhysRevLett.99.255002.
35. ↑  Grigorenko, E.E. et al. «Spatial-Temporal characteristics of ion beamlets in the plasma sheet boundary layer of magnetotail». J. Geophys. Res., 112, A5, 2007, pàg. A05218. Bibcode: 2007JGRA..11205218G. DOI: 10.1029/2006JA011986.
36. ↑  Lavraud, B. et al. «Strong bulk plasma acceleration in Earth's magnetosheath: A magnetic slingshot effect?». Geophys. Res. Lett., 34, 14, 2007, pàg. L14102. Bibcode: 2007GeoRL..3414102L. DOI: 10.1029/2007GL030024.
37. ↑  Rosenqvist, L.et al. «An unusual giant spiral arc in the polar cap region during the northward phase of a Coronal Mass Ejection». Ann. Geophys., 25, 2, 2007, pàg. 507–517. Bibcode: 2007AnGeo..25..507R. DOI: 10.5194/angeo-25-507-2007.
38. ↑  Lui, A.T.Y. et al. «Breakdown of the frozen-in condition in the Earth's magnetotail». J. Geophys. Res., 112, A4, 2007, pàg. A04215. Bibcode: 2007JGRA..11204215L. DOI: 10.1029/2006JA012000.
39. ↑  Haaland, S.E. et al. «High-latitude plasma convection from Cluster EDI measurements: method and IMF-dependence». Ann. Geophys., 25, 1, 2007, pàg. 239–253. Bibcode: 2007AnGeo..25..239H. DOI: 10.5194/angeo-25-239-2007.
40. ↑  Förster, M. et al. «High-latitude plasma convection from Cluster EDI: variances and solar wind correlations». Ann. Geophys., 25, 7, 2007, pàg. 1691–1707. Bibcode: 2007AnGeo..25.1691F. DOI: 10.5194/angeo-25-1691-2007.
41. ↑  Sergeev, V. et al. «Strong bulk plasma acceleration in Earth's magnetosheath: A magnetic slingshot effect?». Geophys. Res. Lett., 34, 2007, pàg. L02103. Bibcode: 2007GeoRL..3402103S. DOI: 10.1029/2006GL028452.
42. ↑  Rae, J. et al. «Evolution and characteristics of global Pc5 ULF waves during a high solar wind speed interval». J. Geophys. Res., 110, 2005, pàg. A12211. Bibcode: 2005JGRA..11012211R. DOI: 10.1029/2005JA011007.
43. ↑  Zong, Q.-G. et al. «Ultralow frequency modulation of energetic particles in the dayside magnetosphere». Geophys. Res. Lett., 34, 12, 2007, pàg. L12105. Bibcode: 2007GeoRL..3412105Z. DOI: 10.1029/2007GL029915.
44. ↑  Xiao,C.J. et al. «Satellite observations of separator-line geometry of three-dimensional magnetic reconnection». Nature Phys., 3, 9, 2007, pàg. 603–607. arXiv: 0705.1021. Bibcode: 2007NatPh...3..609X. DOI: 10.1038/nphys650.
45. ↑  Lobzin, V.V. et al. «Ultralow frequency modulation of energetic particles in the dayside magnetosphere». Geophys. Res. Lett., 34, 5, 2007, pàg. L05107. Bibcode: 2007GeoRL..3405107L. DOI: 10.1029/2006GL029095.
46. ↑  Lui, A.T.Y.et al. «Cluster observation of plasma flow reversal in the magnetotail during a substorm». Ann. Geophys., 24, 7, 2006, pàg. 2005–2013. Bibcode: 2006AnGeo..24.2005L. DOI: 10.5194/angeo-24-2005-2006.
47. ↑  Retinò, A. et al. «In situ evidence of magnetic reconnection in turbulent plasma». Nature Phys., 3, 4, 2007, pàg. 236–238. Bibcode: 2007NatPh...3..236R. DOI: 10.1038/nphys574.
48. ↑  Henderson, P. et al. «Cluster PEACE observations of electron pressure tensor divergence in the magnetotail». Geophys. Res. Lett., 33, 22, 2006, pàg. L22106. Bibcode: 2006GeoRL..3322106H. DOI: 10.1029/2006GL027868.
49. ↑  Marklund, G. et al. «Cluster observations of an auroral potential and associated field-aligned current reconfiguration during thinning of the plasma sheet boundary layer». J. Geophys. Res., 112, A1, 2007. Bibcode: 2007JGRA..11201208M. DOI: 10.1029/2006JA011804.
50. ↑  Nykyri,K. et al. «Cluster observations of reconnection due to the Kelvin-Helmholtz instability at the dawnside magnetospheric flank». Ann. Geophys., 24, 10, 2006, pàg. 2619–2643. Bibcode: 2006AnGeo..24.2619N. DOI: 10.5194/angeo-24-2619-2006.
51. ↑  Darrouzet, F. et al. «Spatial gradients in the plasmasphere from Cluster». Geophys. Res. Lett., 33, 8, 2006, pàg. L08105. Bibcode: 2006GeoRL..3308105D. DOI: 10.1029/2006GL025727.
52. ↑  Darrouzet, F. et al. «Analysis of plasmaspheric plumes: CLUSTER and IMAGE observations». Ann. Geophys., 24, 6, 2006, pàg. 1737–1758. Bibcode: 2006AnGeo..24.1737D. DOI: 10.5194/angeo-24-1737-2006.
53. ↑  Marchaudon, A. et al. «Simultaneous Double Star and Cluster FTEs observations on the dawnside flank of the magnetosphere». Ann. Geophys., 23, 8, 2005, pàg. 2877–2887. Bibcode: 2005AnGeo..23.2877M. DOI: 10.5194/angeo-23-2877-2005.
54. ↑  Cao, J.B. et al. «Joint observations by Cluster satellites of bursty bulk flows in the magnetotail». J. Geophys. Res., 111, 2006, pàg. A04206. Bibcode: 2006JGRA..11104206C. DOI: 10.1029/2005JA011322.
55. ↑  Xiao, C.J. et al. «In situ evidence for the structure of the magnetic null in a 3D reconnection event in the Earth's magnetotail». Nature Phys., 2, 7, 2006, pàg. 478–483. arXiv: physics/0606014. Bibcode: 2006NatPh...2..478X. DOI: 10.1038/nphys342.
56. ↑  Parks, G. et al. «Larmor radius size density holes discovered in the solar wind upstream of Earth's bow shock». Phys. Plasmas, 13, 2006, pàg. 050701. Bibcode: 2006PhPl...13e0701P. DOI: 10.1063/1.2201056.
57. ↑  Mozer, F. et al. «Spatial gradients in the plasmasphere from Cluster». Geophys. Res. Lett., 32, 24, 2005, pàg. L24102. Bibcode: 2005GeoRL..3224102M. DOI: 10.1029/2005GL024092.
58. ↑  Zhang, T.L.. et al. «Double Star/Cluster observation of neutral sheet oscillations on 5 August 2004». Ann. Geophys., 23, 8, 2005, pàg. 2909–2914. Bibcode: 2005AnGeo..23.2909Z. DOI: 10.5194/angeo-23-2909-2005.
59. ↑  Sahraoui, F. et al. «Anisotropic turbulent spectra in the terrestrial magnetosheath: Cluster observations». Physical Review Letters, 96, 7, 2006, pàg. 075002. Bibcode: 2006PhRvL..96g5002S. DOI: 10.1103/PhysRevLett.96.075002.
60. ↑  Phan, T. et al. «A magnetic reconnection X-line extending more than 390 Earth radii in the solar wind». Nature, 439, 7073, 2006, pàg. 175–178. Bibcode: 2006Natur.439..175P. DOI: 10.1038/nature04393.
61. ↑  Horne, R.B. et al. «Wave acceleration of electrons in the Van Allen radiation belts». Nature, 437, 7056, 2005, pàg. 227–230. Bibcode: 2005Natur.437..227H. DOI: 10.1038/nature03939.
62. ↑  Schwartz, S. et al. «A γ-ray giant flare from SGR1806-20: evidence for crustal cracking via initial timescales». ApJ, 627, 2, 2005, pàg. L129–L132. arXiv: astro-ph/0504056. Bibcode: 2005ApJ...627L.129S. DOI: 10.1086/432374.
63. ↑  Sundkvist, D. et al. «In situ multi-satellite detection of coherent vortices as a manifestation of Alfvénic turbulence». Nature, 436, 7052, 2005, pàg. 825–828. Bibcode: 2005Natur.436..825S. DOI: 10.1038/nature03931.
64. ↑  Vallat, C. et al. «First current density measurements in the ring current region using simultaneous multi-spacecraft CLUSTER-FGM data». Ann. Geophys., 23, 5, 2005, pàg. 1849–1865. Bibcode: 2005AnGeo..23.1849V. DOI: 10.5194/angeo-23-1849-2005.
65. ↑  Øieroset, M., et al. «Global cooling and densification of the plasma sheet during an extended period of purely northward IMF on October 22–24, 2003». Geophys. Res. Lett., 32, 2005, pàg. L12S07. Bibcode: 2005GeoRL..3212S07O. DOI: 10.1029/2004GL021523.
66. ↑  Li, W., et al. «Plasma sheet formation during long period of northward IMF». Geophys. Res. Lett., 32, 2005, pàg. L12S08. Bibcode: 2005GeoRL..3212S08L. DOI: 10.1029/2004GL021524.
67. ↑  Louarn, P., et al. «Cluster observations of complex 3D magnetic structures at the magnetopause». Geophys. Res. Lett., 31, 19, 2004, pàg. L19805. Bibcode: 2004GeoRL..3119805L. DOI: 10.1029/2004GL020625.
68. ↑  Nakamura, R. et al. «Spatial scale of high-speed flows in the plasma sheet observed by Cluster». Geophys. Res. Lett., 31, 9, 2004, pàg. L09804. Bibcode: 2004GeoRL..3109804N. DOI: 10.1029/2004GL019558.
69. ↑  Knetter, T. et al. «Four-point discontinuity observations using Cluster magnetic field data: A statistical survey». J. Geophys. Res., 109, 2004, pàg. A06102. Bibcode: 2004JGRA..10906102K. DOI: 10.1029/2003JA010099.
70. ↑  Décréau, P. et al. «Observation of continuum radiations from the Cluster fleet: first results from direction finding». Ann. Geophys., 22, 7, 2004, pàg. 2607–2624. Bibcode: 2004AnGeo..22.2607D. DOI: 10.5194/angeo-22-2607-2004.
71. ↑  Hasegawa, H. et al. «Transport of solar wind into Earth's magnetosphere through rolled-up Kelvin–Helmholtz vortices». Nature, 430, 7001, 2004, pàg. 755–758. Bibcode: 2004Natur.430..755H. DOI: 10.1038/nature02799.
72. ↑  Sergeev, V. et al. «Orientation and propagation of current sheet oscillations». Geophys. Res. Lett., 31, 5, 2004, pàg. L05807. Bibcode: 2004GeoRL..3105807S. DOI: 10.1029/2003GL019346.
73. ↑  Zong, Q.-G. et al. «Triple cusps observed by Cluster-Temporal or spatial effect?». Geophys. Res. Lett., 31, 9, 2004, pàg. L09810. Bibcode: 2004GeoRL..3109810Z. DOI: 10.1029/2003GL019128.
74. ↑  Bale, S. et al. «Density-Transition Scale at Quasiperpendicular Collisionless Shocks». Physical Review Letters, 91, 26, 2003, pàg. 265004. Bibcode: 2003PhRvL..91z5004B. DOI: 10.1103/PhysRevLett.91.265004.
75. ↑  Frey, H. et al. «Continuous magnetic reconnection at Earth's magnetopause». Nature, 426, 6966, 2003, pàg. 533–537. Bibcode: 2003Natur.426..533F. DOI: 10.1038/nature02084.
76. ↑  Runov, A. et al. «Current sheet structure near magnetic X-line observed by Cluster». Geophys. Res. Lett., 30, 10, 2003. Bibcode: 2003GeoRL..30k..33R. DOI: 10.1029/2002GL016730.
77. ↑  Phan, T. et al. «Simultaneous Cluster and IMAGE Observations of Cusp Reconnection and Auroral Spot for Northward IMF». Geophys. Res. Lett., 30, 10, 2003. Bibcode: 2003GeoRL..30j..16P. DOI: 10.1029/2003GL016885.
78. ↑  Runov, A. et al. «Cluster observation of a bifurcated current sheet». Geophys. Res. Lett., 30, 2, 2003, pàg. 1036. Bibcode: 2003GeoRL..30b...8R. DOI: 10.1029/2002GL016136.
79. ↑  Dunlop, M. et al. «Four-point Cluster application of magnetic field analysis tools: The Curlometer». J. Geophys. Res., 107, 2002, pàg. 1384. Bibcode: 2002JGRA..107.1384D. DOI: 10.1029/2001JA005088.
80. ↑  Nakamura, R. et al. «Fast flow during current sheet thinning». Geophys. Res. Lett., 29, 23, 2002, pàg. 2140. Bibcode: 2002GeoRL..29w..55N. DOI: 10.1029/2002GL016200.
81. ↑  Baker, D.N. et al. «A telescopic and microscopic view of a magnetospheric substorm on 31 March 2001». Geophys. Res. Lett., 29, 18, 2002, pàg. 1862. Bibcode: 2002GeoRL..29r...9B. DOI: 10.1029/2001GL014491.
82. ↑  Marklund, G. et al. «Temporal evolution of the electric field accelerating electrons away from the auroral ionosphere». Nature, 414, 6865, 2001, pàg. 724–727. Bibcode: 2001Natur.414..724M. DOI: 10.1038/414724a.
83. ↑  Décréau, P. et al. «Early results from the Whisper instrument on Cluster: an overview». Ann. Geophys., 19, 2001, pàg. 1241–1258. Bibcode: 2001AnGeo..19.1241D. DOI: 10.5194/angeo-19-1241-2001.